# Lijst van applicaties die OpenDocument ondersteunen
Dit is een lijst van applicaties die OpenDocument ondersteunen. De OpenDocument-indeling (ODF) of het OASIS Open Document Format for Office Applications, is een open standaard voor het bewaren en/of uitwisselen van tekstbestanden, rekenbladen, grafieken en presentaties.

## Tekstdocumenten (.odt)

### Tekstverwerkers
- Abiword 2.4 (lezen sinds versie 2.4, lezen en schrijven sinds versie 2.4.2, volledige ondersteuning sinds versie 2.4.4)
- KWord 1.4+ (volledige ondersteuning en het standaardformaat sinds versie 1.5)
- OpenOffice.org Writer (alleen import in versie 1.1.5, volledige ondersteuning en het standaardformaat sinds versie 2.0)
  - NeoOffice Writer (vanaf versie 1.2, afgeleid van OpenOffice.org 1.1.5)
  - Oracle Open Office Writer (afgeleid van OpenOffice.org)
  - IBM Workplace Documents 2.6+ (afgeleid van OpenOffice.org 2.0)
- LibreOffice (afgeleid van OpenOffice.org)
- Oracle Open Office (voorheen StarOffce van Sun Microsystems[1])
- TextMaker (import en export)
- WordPerfect[2]
- Zoho Writer (een online tekstverwerker, lezen en schrijven)
- Google Docs (een online tekstverwerker, lezen en schrijven)
- ajaxWrite (een online tekstverwerker, lezen en schrijven)
- Microsoft Office 2007 vanaf service pack 2[3]

### Andere applicaties

#### Gegevensbeheer
- eLawOffice.it 0.9.6.4 (software geschreven in Java voor advocatenbureaus)
- phpMyAdmin 2.9.0+ (databasebeheerder die naar ODT kan exporteren)

#### Tekstbeheer
- eZ publish (ondersteunt via een extensie het importeren en exporteren van odt-documenten)
- Scribus 1.2.2+ (desktop publishing) (importeren)
- TEA text editor (alleen lezen)
- Visioo Writer 0.6 (alleen lezen)
- Mobile Office (OpenDocument-software voor Symbian OS)

#### Vertalingsondersteuning
- OmegaT (gratis en open-source op Java gebaseerde vertalingssoftware)

#### Viewers
- TextMaker Viewer

## Spreadsheetdocumenten (.ods)

### Spreadsheets
- Calligra Sheets (voorheen KSpread) (basisondersteuning in versie 1.4.x, volledige ondersteuning en het standaardformaat sinds versie 1.5)
- Gnumeric (niet volledige ondersteuning voor lezen en schrijven van ods-documenten)
- OpenOffice.org Calc (alleen import in versie 1.1.5, volledige ondersteuning en het standaardformaat sinds versie 2.0)
  - NeoOffice Calc 1.2+ (afgeleid van OpenOffice.org)
  - Oracle Open Office Calc
  - IBM Workplace Documents 2.6+ (afgeleid van OpenOffice.org 2.0)
- LibreOffice Calc
- Google Docs (een online spreadsheet)
- Microsoft Office 2007 vanaf service pack 2

### Andere applicaties

#### Vertalingsondersteuning
- OmegaT (gratis en open-source op Java gebaseerde vertalingssoftware)

## Presentatiedocumenten (.odp)

### Presentatie-applicaties
- Calligra Stage (voorheen KPresenter) (basisondersteuning in versie 1.4.x, volledige ondersteuning en het standaardformaat sinds versie 1.5)
- Apache OpenOffice Impress 2.0 (import sinds versie 1.1.5, volledige ondersteuning en het standaardformaat sinds versie 2.0)
  - NeoOffice 1.2/2.0 Impress (afgeleid van OpenOffice.org)
  - Oracle Open Office Impress
  - IBM Workplace Documents 2.6+ (afgeleid van OpenOffice.org 2.0)
- LibreOffice Impress
- Microsoft Office 2007 vanaf service pack 2

### Andere applicaties

#### Vertalingsondersteuning
- OmegaT (gratis en open-source op Java gebaseerde vertalingssoftware)

## Grafische documenten (.odg)
- Karbon 1.5+ (KDE-software om vectorafbeeldingen te bewerken, alleen import en export)
- OpenOffice.org Draw (alleen import in versie 1.1.5, volledige ondersteuning en het standaardformaat sinds versie 2.0)
  - NeoOffice Draw 1.2+ (afgeleid van OpenOffice.org)
  - Oracle Open Office Draw
- LibreOffice Draw
- Scribus 1.2.2+ (deskop publishing software die odt-documenten kan importeren)

## Databases (.odb)
- Apache OpenOffice Base
- LibreOffice Base

## Zoekhulpmiddelen
- Beagle 0.1.4 (open-source zoeksoftware voor de desktop, oorspronkelijk voor GNOME, stopgezet)
- Strigi, (open-source zoeksoftware voor de KDE-desktop)
- Copernic (zoeksoftware voor de Windows-desktop)
- OpenIndexer (zoeksoftware voor de Windows-desktop, speciaal voor OpenDocument-documenten)
- Windows Desktop Search (zoeksoftware voor de Windows-desktop, indexeert OpenDocument-documenten door middel van een filter die wordt mee geïnstalleerd met de Windows-versie van OpenOffice. Er bestaat echter ook een alternatieve filter, waarbij OpenOffice installeren dus niet nodig is[4])

## Document management systemen
- OpenIMS Document Management server
- O3spaces